# Surge (filme)
Surge é um filme de suspense britânico de 2020, dirigido por Aneil Karia. É estrelado por Ben Whishaw, Ellie Haddington, Ian Gelder e Jasmine Jobson.
Teve sua estreia mundial no Festival de Cinema de Sundance em 26 de janeiro de 2020 e foi lançado no Reino Unido em 28 de maio de 2021, pela Vertigo Releasing.

## Elenco
- Ben Whishaw como Joseph
- Ellie Haddington como Joyce
- Ian Gelder como Alan
- Jasmine Jobson como Lily
- Laurence Spellman como Scott
- Ryan McKen como Emre
- Muna Otaru como Adaeze
- Bradley Taylor como Patrick
- Ranjit Singh Shubh como Jonathon
- Chris Coghill como Hamish (padrinho)
- Clare Joseph como Sarah (noiva)

## Lançamento
O filme teve sua estreia mundial no Festival de Cinema de Sundance em 26 de janeiro de 2020. Em janeiro de 2021, a Vertigo Releasing adquiriu os direitos de distribuição do filme no Reino Unido e na Irlanda. Foi lançado em 28 de maio de 2021. Em junho de 2021, FilmRise adquiriu os direitos de distribuição do filme nos Estados Unidos.

## Recepção
No Rotten Tomatoes, o filme detém uma índice de aprovação de 77%, com base em 11 críticas, com uma nota média de 5,2/10. O consenso da crítica do site diz: "Desconcertante pelo design, Surge vai cansar alguns espectadores - mas o desempenho hipnotizante de Ben Whishaw mantém a ação envolvente, mesmo quando é difícil de tomar". Whishaw recebeu um prêmio espacial do júri no Festival de Cinema de Sundance.